# Туннельґатан

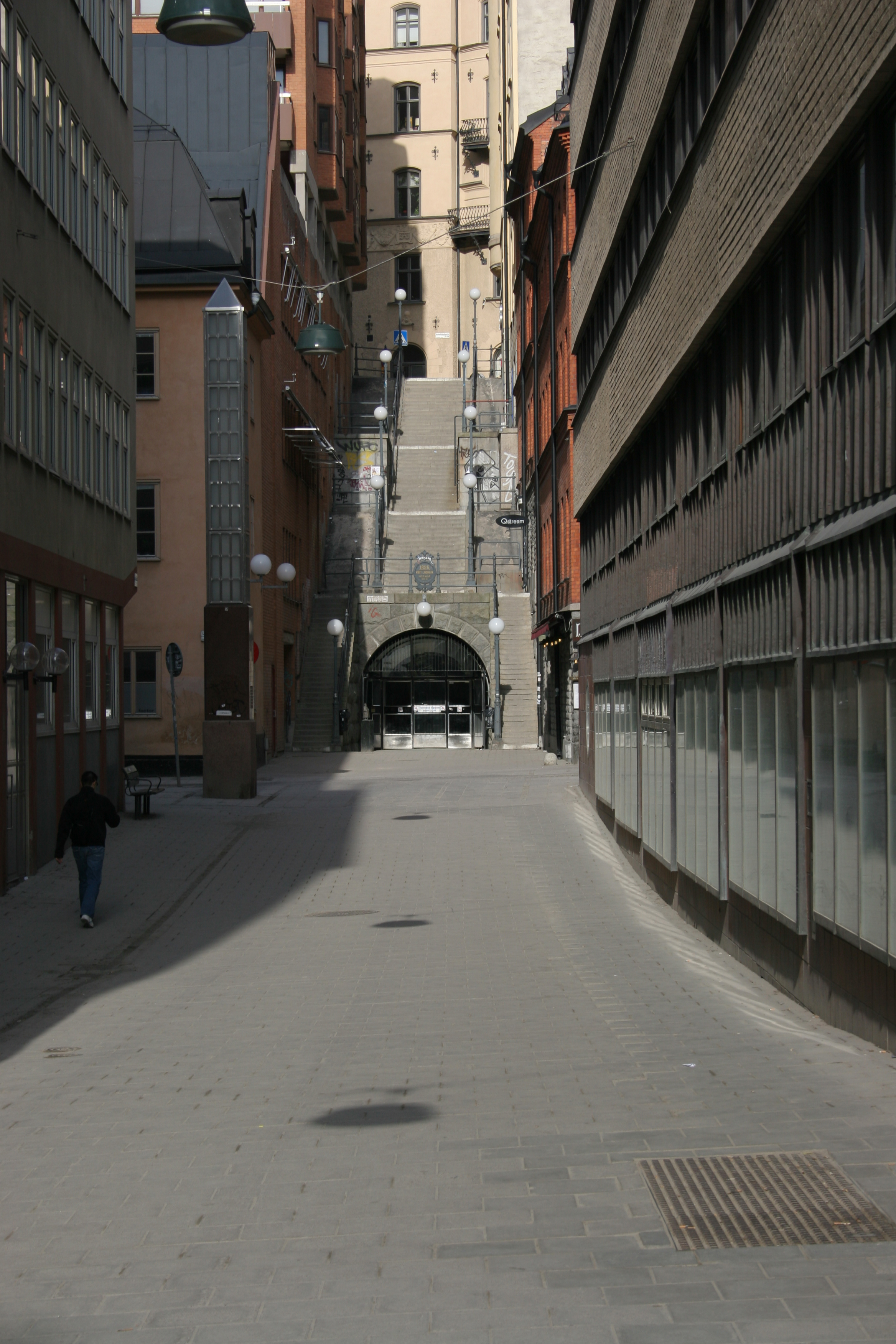
Частина вулиці, шлях втечі вбивці прем'єр-міністра Улофа Пальме

Туннельґатан (Tunnelgatan або Tunnel Street) вулиця в Стокгольмі, Швеція. Простягається від Свеавеґен до тунелю Brunkeberg.
Тунелґатан отримада назву від тунелю Брункеберг, відкритого 1886 року. Попередня назва була Barnhus trädgårdsgata (дитяча садова вулиця) на честь дитячого інтернату. Протягом 17 століття на місці тут була канатна дорога. Єдиний житловий будинок, що залишився на вулиці, розташований на перехресті Тунелгатану та Лунтмакаргатану і був побудований між 1894 та 1896 роками.

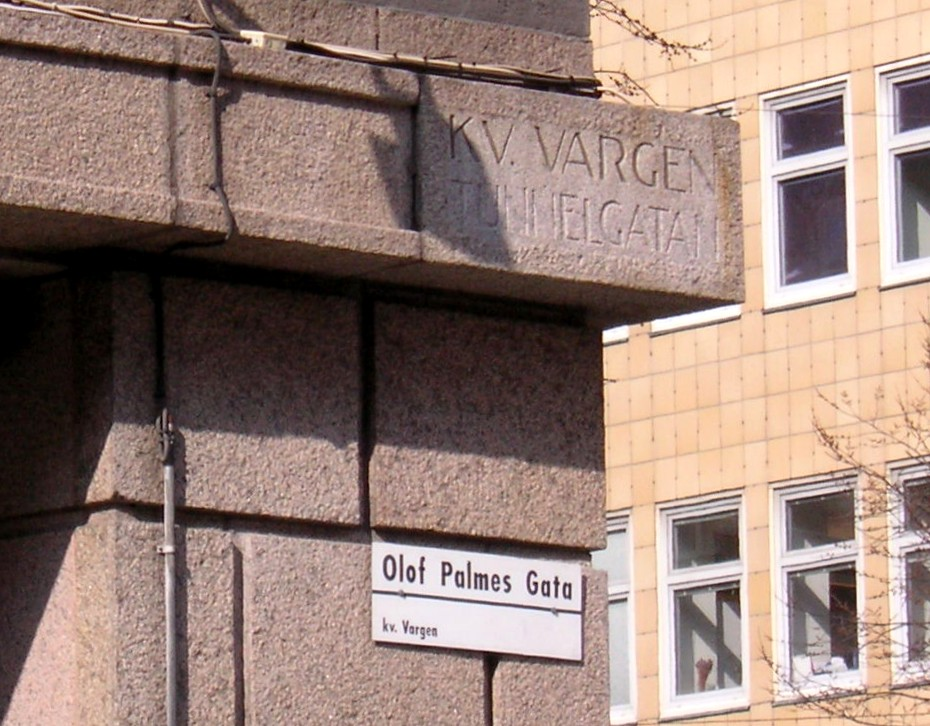
Секція Тунелгатану, яка була перейменована на вулицю Улофа Палме на згадку про вбивство Улофа Пальме

Тунелґатан пов'язаний із вбивством Улофа Пальми, що сталося на вулиці Свеавеґен, вбивця втік по сходах. Частину вулиці з тих пір перейменовано на честь Улофа Пальме.
План міста 67 передбачає розширення вулиці на шість смуг шосе з продовженням до Юргордена. На заході заплановано сполучення до Кларастрандслідену через міст т азалізницею на північ від Центрального вокзалу Стокгольма. Однак плани були відкладені на невизначений термін, коли було сформульовано План міста 1977 року.